# Karl Hettich (Politiker)

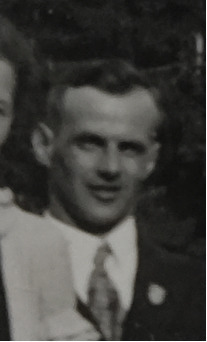
Karl Hettich

Karl Hettich (* 31. Mai 1901 in Esslingen am Neckar; † 19. Oktober 1957 ebenda) war ein deutscher Politiker (SPD). Er war von 1946 bis 1952 Mitglied des Landtages von Württemberg-Baden; vorher war er 1946 bereits Mitglied der Vorläufigen Volksvertretung für Württemberg-Baden und der Verfassunggebenden Landesversammlung Württemberg-Baden.

## Leben
Karl Hettich wurde im Mai 1901 als Sohn eines Unternehmers und dessen Ehefrau geboren. Er besuchte die Schule und machte im Jahr 1922 sein Abitur. Er studierte Politikwissenschaften und Rechtswissenschaften an der Albert-Ludwigs-Universität (Freiburg) und an der Universität Stuttgart. Nach seinem Studium arbeitete Hettich zunächst als Lagerarbeiter einer großen Fabrik. Er promovierte und wurde zum Professor ernannt. Mit der Machtergreifung des NS-Regimes im Jahr 1933 wandelte sich die berufliche Laufbahn Hettichs. Er trat noch im selben Jahr in die NSDAP ein und ging zum Reichsjustizministerium. In den Jahren 1936 bis 1937 arbeitete Hettich am Volksgerichtshof. Er war ein guter Freund von Roland Freisler.
Im Jahr 1939 trat Hettich überraschend aus der NSDAP aus. Er galt als Volksverräter, fand dadurch keine Stelle mehr als Anwalt und arbeitete erneut als Fabrikarbeiter in einer großen Fabrik. Im Jahr 1945 wurde Hettich als Zugführer in den Volkssturm einberufen.
Nach dem Zweiten Weltkrieg arbeitete Hettich als Flaschnermeister und widmete sich der Politik. Er trat erstmals in den Gemeinderat ein. Im Januar 1946 wurde er in die Vorläufige Volksvertretung für Württemberg-Baden berufen und am 30. Juni 1946 in die Verfassunggebende Landesversammlung Württemberg-Baden gewählt. Bei der Landtagswahl in Württemberg-Baden am 24. November 1946 wurde er schließlich in den ersten Landtag des Landes Württemberg-Baden gewählt. Bei der Landtagswahl in Württemberg-Baden 1950 wurde er erneut in den Landtag gewählt, dem er bis zum Jahr 1952 angehörte. Der Verfassunggebenden Landesversammlung in Baden-Württemberg, die 1952 gewählt wurde und den neu gebildeten Südweststaat strukturieren sollte, gehörte er nicht mehr an.

### Privates
Hettich war in den Jahren 1926 bis 1930 mit Constanze Amalia Marie Fehrenbach liiert, einer Tochter des aus Baden stammenden Reichstagsabgeordneten Constantin Fehrenbach, welche er während seines Studiums der Rechtswissenschaften in Freiburg kennengelernt hatte. Dies geht aus einem Brief hervor.
In den 1930er Jahren heiratete Karl Hettich die Tochter eines Veteranen des Ersten Weltkriegs.